# GS/OS
GS/OS ist ein Betriebssystem, welches für den Apple IIgs von Apple Computer eingeführt wurde und einen weiteren Schritt von Apple ProDOS in Richtung des moderneren klassischen Mac OS darstellte. Die grafischen Fähigkeiten des Apple IIgs waren so weit entwickelt, dass Apple erstmals selbst eine grafische Benutzeroberfläche für einen Apple II anbot. GS/OS war das erste farbige GUI von Apple; die Macintosh-Modelle dieser Zeit hatten alle noch einen Schwarz-Weiß-Monitor.
GS/OS erlaubt den Zugriff auf verschiedene Dateisysteme wie Apple DOS 3.3, ISO/High Sierra, HFS, MS-DOS, Apple ProDOS und AppleShare. AppleShare erlaubt GS/OS einen Netzwerkzugriff über AppleTalk auf AppleShare Fileserver. GS/OS konnte sogar über ein Netzwerk geladen und gestartet werden. Allerdings kann ein IIgs mit GS/OS nicht selbst als Server im Netzwerk genutzt werden, diese Rolle muss ein Macintosh-Computer übernehmen.
Die letzte Version von GS/OS war 4.02, sie wurde mit den Apple IIgs System Disks Version 6.0.1 ausgeliefert.